# محمودآباد خالصه
محمودآباد پازوکی، روستایی از توابع بخش مرکزی شهرستان پاکدشت در استان تهران ایران است.

## جمعیت
این روستا در دهستان فیلستان قرار دارد و براساس سرشماری مرکز آمار ایران در سال ۱۳۸۵، جمعیت آن ۱٬۱۸۵ نفر (۲۸۵خانوار) بوده‌است.